# NGC 5410
NGC 5410 (другие обозначения — UGC 8931, KCPG 406A, MCG 7-29-34, VV 256, ZWG 219.41, KUG 1358+412A, PGC 49893) — галактика в созвездии Гончие Псы.
Этот объект входит в число перечисленных в оригинальной редакции «Нового общего каталога».
В галактике вспыхнула сверхновая SN 2014as типа Ic, её пиковая видимая звездная величина составила 17,3.